# Criblure à Coryneum
La Criblure à Coryneum est une maladie provoquée par un champignon ascomycète Stigmina carpophila, originellement nommé Coryneum beijerinckii. Il s’agit d’une maladie cryptogamique attaquant l'ensemble des parties aériennes de l'arbre (branches, feuilles et fruits) qui s'attaque aux cerisiers, prunier, pêchers, amandiers et abricotiers. Les feuilles présentent des points violets qui deviennent bientôt des trous. Ce criblage caractéristique du feuillage a donné le nom populaire de la maladie :  criblure, maladie criblée ou « coup de fusil ».

## Origines, processus, et symptômes
Symptômes
Les feuilles vertes se couvrent de petits points rouges au printemps. Ces points grossissent jusqu'à environ 3 mm en prenant une couleur violette de plus en plus foncée. Un point gris sombre apparaît au milieu de ces taches. Ce centre se nécrose puis disparaît, formant un trou. Le feuillage et les fruits se dessèchent, les feuilles criblées de taches noires et de trous jaunissent et tombent. Sur les fruits, le champignon provoque des taches plus ou moins bosselées. Dans certains cas sévères, le champignon attaque les extrémités des jeunes rameaux.

## Traitements
Préventifs d’hiver (bouillie bordelaise)
À la fin de l'automne, pulvériser de la bouillie bordelaise (sels de cuivre) à 4 % environ, soit 40g/L d’eau. Recommencer 1 mois plus tard. Cette forte concentration ne doit être utilisée que lorsqu’il n’y a pas de feuilles. Si vous employez d’autres spécialités à base de sels de cuivre vous vous conformerez aux dosages indiqués sur les emballages.
Curatifs (chirurgie et fongicide)
Il convient d'abord de débarrasser l'arbre des branches mortes : sectionner les parties mortes et desséchées, bien désinfecter, et recouvrir la plaie de mastic afin d'empêcher d'autres maladies. La branche morte est devenue un talon d'Achille pour l'arbre et doit être enlevée.
S'il y a des feuilles, et en l'absence de fleurs et pétales (trop fragiles), pulvériser un fongicide (ex: la bouillie bordelaise) tous les 20/25 jours, faisant 2 à 3 traitements, à une concentration de 3 g/l d’eau (3 pour 1000, soit 300 g/100 l). Cela devrait stopper la progression de ce champignon de surface et atténuer en grande partie la gravité des attaques de cette maladie.